# Pedro Fernández de Velasco (1633-1713)
Pedro Fernández de Velasco y Tovar (Madrid, 5 de julio de 1633 - 4 de enero de 1713), embajador y noble español que ostentó el título de II marqués del Fresno.

## Biografía
Hijo de Luis Fernández de Velasco y Tovar, I marqués del Fresno y I vizconde del Sauquillo, y de Catalina de Velasco y Ayala, nació el 5 de julio de 1633 y fue bautizado doce días después, el 17 de julio, en la iglesia de San Pedro el Real. A la muerte de su padre, el 17 de febrero de 1664, se convirtió en II marqués del Fresno, título concedido en 1628 con el vizcondado previo del Saquillo.
El 3 de marzo de 1672 fue nombrado embajador extraordinario en Londres a propuesta del conde de Peñaranda, y desempeñó el cargo hasta el 6 de junio de 1674. Durante su estancia en la Corte británica, favoreció las alianzas anglo-holandesas con objeto de aislar a Luis XIV y frenar su política expansiva. De regreso a España se le premió con los nombramientos de consejero de capa y espada del Consejo de Indias (14 de junio de 1474) y, algo después, de la Cámara de Indias, pero es dudoso que llegase a desempeñarlos, pues no tomó posesión de ellos hasta el 11 de septiembre de 1687. Un despacho del 6 de enero de 1690, finalmente, aclaraba que asistir al Consejo era incompatible con su calidad de grande de España, aunque obviamente seguiría percibiendo el salario y los emolumentos.
El marqués fue gentilhombre de Cámara de Felipe IV y Carlos II. El 29 de noviembre de 1699 es nombrado consejero de Estado, votando a favor de la sucesión en Felipe V. Falleció a los 79 años de edad, el 4 de enero de 1713.

## Matrimonio e hijos
Pedro Fernández de Velasco y Tovar casó el 11 de junio de 1656 con Antonia de Bracamonte Portocarrero y Luna, V condesa de Peñaranda desde 1689, hija de Baltasar de Bracamonte y Guzmán y su esposa María Portocarrero y Luna. De este matrimonio nacieron dos hijos:
- Agustín Fernández de Velasco (1669-1741), duque de Frías, VI conde de Peñaranda de Bracamonte, III marqués del Fresno, sumiller de corps de Felipe V.[7]
- María de la Soledad Velasco Bracamonte (m. 1684), casada en Madrid con su primo hermano Gregorio Genaro de Bracamonte y Guzmán, IV conde de Peñaranda de Bracamonte.[7]